# Dubawnt (jezioro)
Dubawnt (ang. Dubawnt Lake, fr. Lac Dubawnt) – jezioro polodowcowe w północnej Kanadzie, w terytorium Nunavut, przy granicy z Terytoriami Północno-Zachodnimi. Zwierciadło wody znajduje się 236 m n.p.m. i zajmuje powierzchnię 3833 km². Przez jezioro przepływa rzeka Dubawnt, dopływ rzeki Thelon.